# Municipio de Washington (condado de Grundy, Iowa)
El municipio de Washington (en inglés: Washington Township) es un municipio ubicado en el condado de Grundy en el estado estadounidense de Iowa. En el año 2010 tenía una población de 302 habitantes y una densidad poblacional de 3,47 personas por km².

## Geografía
El municipio de Washington se encuentra ubicado en las coordenadas 42°20′19″N 92°42′22″O / 42.33861, -92.70611. Según la Oficina del Censo de los Estados Unidos, el municipio tiene una superficie total de 87.06 km², de la cual 87,06 km² corresponden a tierra firme y (0 %) 0 km² es agua.

## Demografía
Según el censo de 2010, había 302 personas residiendo en el municipio de Washington. La densidad de población era de 3,47 hab./km². De los 302 habitantes, el municipio de Washington estaba compuesto por el 94,7 % blancos, el 0,66 % eran afroamericanos, el 0,33 % eran asiáticos y el 4,3 % eran de una mezcla de razas. Del total de la población el 0 % eran hispanos o latinos de cualquier raza.